# Rami Makhlouf
Rami Makhlouf (em árabe: رامي مخلوف, nascido em 10 de Julho de 1969) é um rico empresário sírio e primo materno do presidente Bashar al-Assad. Ele é o proprietário principal da Syriatel e de acordo com o Financial Times, acredita-se que controle até 60% da economia síria através de sua teia de interesses comerciais que incluem petróleo e gás, telecomunicações, construção, bancos, companhias aéreas e de varejo. Ele é considerado um dos homens mais poderosos na Síria e de acordo com analistas sírios nenhuma empresa estrangeira pode fazer negócios na Síria sem o seu consentimento e parceria; faz parte do círculo íntimo de Bashar al-Assad. Ele foi um dos principais beneficiários das reformas neoliberais de Bashar, controlando 60% da economia síria.